# 튀니지 올림픽 위원회
튀니지 올림픽 위원회(아랍어: اللجنة الوطنية الأولمبية التونسية, 프랑스어: Comité national olympique tunisien)는 튀니지를 대표하는 국가 올림픽 위원회이다. IOC 코드는 TUN이다. 본부는 튀니스에 있으며 아프리카 국가 올림픽 위원회 연합에 소속되어 있다.
1957년에 설립되었으며 같은 해에 국제 올림픽 위원회의 승인을 받았다. 올림픽, 올아프리카 게임을 비롯한 국제 스포츠 대회에 참가하는 튀니지의 선수들을 대표한다.

## 같이 보기
- 올림픽 튀니지 선수단